# Cerberus Palus
Cerberus Palus é uma pequena planície no quadrângulo de Elysium em Marte localizada a 5.7° N e 212.1° W. Possui 480 quilômetros de extensão e recebeu o nome de uma formação de albedo clássica.